# Collège d'enseignement supérieur de l'Armée de terre
Le Collège d'enseignement supérieur de l'Armée de terre (CESAT).
Cet organisme a changé de nom à plusieurs reprises pour devenir le Centre d'enseignement militaire supérieur Terre (CEMST) en 2023. Il a gardé sa place au sein de l'Ecole Militaire.
Le CESAT tout comme le CESMT sont destinés à sélectionner et à former les futurs responsables de l'Armée de terre. Les formations s'adressent à des officiers supérieurs ayant effectué une première partie de carrière et devant prendre des hautes responsabilités au sein de l'Armée de terre.

## Présentation

### Rappels historiques
En juin 2014 le CESAT avait été remplacé par le « Centre d'études stratégiques de l'armée de terre » (CESAT).
En 2016 ses missions sont reprises par le « Centre de Doctrine et d’Enseignement du Commandement » (CDEC).
En 2024 est créé le "Centre d'Enseignement Militaire Supérieur Terre" qui reprend ses missions.

### Composition
Commandé par un officier général cet organisme est le creuset de la formation supérieure des officiers supérieurs d'active et de réserve de l'Armée de terre. Cette structure coordonne l'action de quatre écoles et s'appuie sur quatre divisions. Les écoles et divisions sont dirigées par des officiers supérieurs Colonels ou Lieutenant-colonels.
Les quatre écoles sont les suivantes: 
- l' Enseignement militaire supérieur scientifique et technique (EMSST) ;
- L'Ecole de Guerre-Terre (EDGT);

- l'Ecole d'état-major (EEM);
- l' École supérieure des officiers de réserve spécialistes d'état-major (ESORSEM).

L'enseignement militaire supérieur (EMS) de l'Armée de terre est différent des enseignements dispensés dans les écoles de formation initiale et les écoles d'arme en ce que les compétences enseignées se doivent d'être très opérationnelles.
Les divisions sont les suivantes : 
- Division Numérique
- Division Etudes et Pilotage
- Division Sciences Opérationnelles et Développement
- Division Soutien
- Division Relations Internationales

### Missions
Cet organisme est plus particulièrement chargé :
- de former les officiers supérieurs d'active et de réserve, accédant à l'enseignement militaire supérieur du 2e degré (EMS2), à l'exercice d'importantes responsabilités de commandement interarmes en opération ;
- de faire monter en puissances les compétences spécialisés de ces officiers supérieurs dans les domaines de l'analyse des enjeux complexes;
- de valoriser les travaux de réflexion des officiers supérieurs;
- de préparer puis de mettre en scolarité des officiers accédant à l'EMS1 ou à l'EMS2 dans les voies scientifiques et techniques (filières sciences de l'ingénieur, sciences de l'homme et de la société, langues et relations internationales).

## Formations Opérationnelles
Cet organisme constitue une partie d'un système complet de formation tant pour les forces terrestres que pour l'interarmées. Il est au sommet de la chaîne de formation des officiers de l'Armée de terre. En liaison étroite avec les autres organismes de formation militaires et civils, il veille à rentabiliser le capital d'expérience acquis par les officiers stagiaires.
Dans ce cadre, le CESAT a établi des liens fonctionnels avec les gestionnaires des ressources humaines ainsi qu'avec les commandants de forces. Il identifie ainsi les besoins en compétence et s'assure de l'adéquation des formations proposées. En interne, il fait procéder aux ajustements qui s'avèrent nécessaires et valide les programmes avec les écoles. Il s'appuie sur un vaste réseau d'experts internes et externes travaillant dans le domaine de l'enseignement et de la recherche opérationnelle.
L'Ecole de Guerre-Terre s'inscrit dans la continuité historique de l'École supérieure de guerre. Il a pour mission principale de former les officiers ayant réussi le concours de l'École de guerre à l'emploi des forces terrestres dans le contexte des engagements actuels. L'enseignement dispensé est à dominante opérationnelle. Il vise à former des tacticiens capables de concevoir puis de diriger la manœuvre interarmes aux différents niveaux de commandement des forces terrestres.Elle leur enseigne l'ensemble des composants qui permettent le commandement des grandes unités interarmes en opération, dans un environnement interarmes et international complexe. La durée du Cours supérieur d'état-major (CSEM) est de cinq mois, tous les officiers stagiaires ayant suivi ce cours poursuivront leur formation l'année suivante à l'École de guerre (ex-Collège interarmées de Défense, CID en abrégé) : la durée de la formation à l'École de guerre est d'une année en plus des cinq mois du CSEM.
L’Enseignement militaire supérieur scientifique et technique (EMSST) élabore et conduit la formation des officiers de l'Armée de terre orientés vers l'acquisition de compétences spécifiques de haut niveau. il prépare de futurs détenteurs de hauts postes de commandement ou de direction, des officiers experts (ingénieurs, sociologues, linguistes...) et des officiers destinés à des postes de responsabilité ou des fonctions techniques importantes de mise en œuvre. Dans ce cadre l'EMSST entretient de nombreux liens avec les grandes écoles et les établissements d'enseignement supérieur tant civils que militaires.
L’École supérieure des officiers de réserve spécialistes d'état-major (ESORSEM) coordonne l'ensemble de la formation délivrée aux officiers de réserve de la voie « état-major ». Elle organise la préparation des candidats aux épreuves d'admission et conduit les stages nationaux destinés aux officiers de réserve. La formation dispensée vise à placer les officiers stagiaires dans des conditions leur permettant de participer à la prise de décision opérationnelle, en proposant des modes d'action adaptés à la situation et à la mission de la force engagée.
Selon la lettre d'information de l'Académie de Défense de l'Ecole Militaire, la Division Sciences Opérationnelles et Développement du CEMST développe des méthodologies opérationnelles en créant des synergies avec des nombreuses expertises. Les officiers stagiaires sont amenés à développer des compétences d'analyse et de résolution de problèmes complexes nécessaires aux postes de commandement qu'ils vont occuper. Ils sont ainsi encourager à développer des compétences rares généralement peu accessibles dans le champ académique et nécessitant d'associer l'expertise scientifique et l'accès à certains profils de chercheurs et d'experts industriels, politiques, journalistes etc. afin de mettre les futurs chefs de l'Armée de Terre face aux enjeux complexes qu'ils vont devoir résoudre.
De nombreuses conférences et colloques sont effectuées au profits des officiers stagiaires et une valorisation de leurs travaux de réflexion est mise en place.Par ailleurs l'innovation interne des officiers supérieurs est encouragée par des systèmes de soutien à l'innovation.
Dans une démarche de contrôle de gestion et de management de la qualité, cet organisme s'est donné la capacité d'apprécier l'atteinte des différents objectifs de formation et de détecter les synergies qu'il peut exploiter.Cette action de pilotage contribue ainsi directement à la performance pédagogique de ses écoles.